# Onde de spin
Les ondes de spin sont des perturbations d'ordre magnétique.